# بارمنيدس (حوار)
بارمنيدس (باليونانية: Παρμενίδης)‏ هو أحد حوارات أفلاطون. ويعتبره العديدون، إن لم يكن الكل، بأنه أحد أكثر حوارات أفلاطون غموضا وتحديا. ويزعم حوار بارمنيدس أنه سجل عن لقاء بين اثنين من الفلاسفة من المدرسة الإيلية، بارمنيدس وزينون الإيلي، مع سقراط الشاب. كانت مناسبة الاجتماع هي أن زينون كان يقرأ أطروحته التي دافع فيها عن الأحادية البارمنيدية ضد أنصار التعددية الذي أكدوا أن افتراض بارمنيدس أن هناك من يثير السخافات والتناقضات التي لا تطاق.